# Marino Dallaporta
Marino Dallaporta, né le 22 juillet 1876 à Marseille et mort le 16 novembre 1963 à Padoue, est un dirigeant italien de football.

## Biographie
Il préside le club de l'Olympique de Marseille du 5 octobre 1920 au 2 janvier 1925. Il décroche la première Coupe de France de football de l'Olympique de Marseille en 1924.